# 史君墓

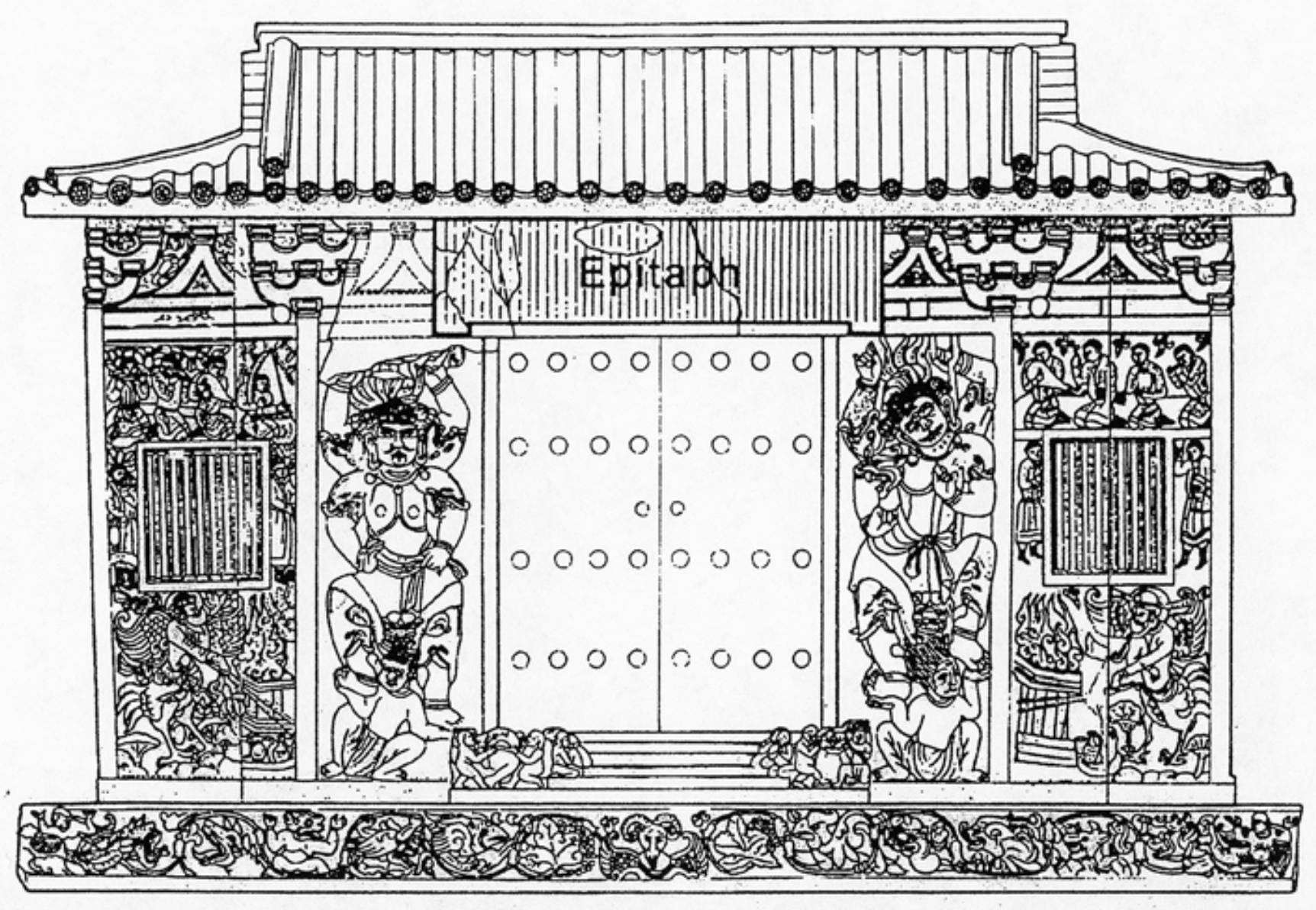
史君墓出土石堂正面（南壁）線摹圖

史君墓是一座位於西安未央區大明宮鄉井上村東的北周粟特人史君及其妻康氏的合葬墓，發現於2003年。該墓西距漢長安城遺址約6.6千米，南距大明宮遺址約1.6千米，同北周安伽墓相距約2.5千米。

## 墓主簡介

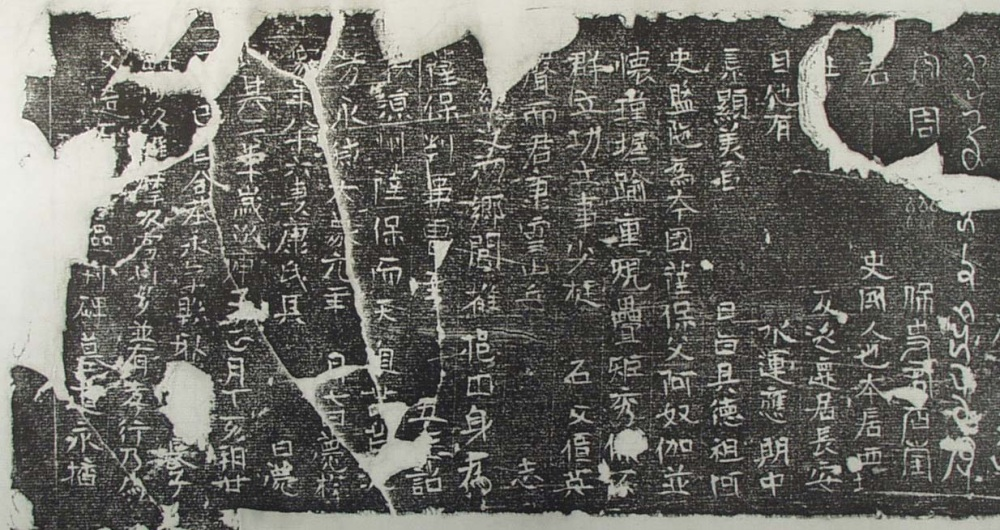
史君的漢文墓誌拓片

史君的墓誌位於房屋形石槨（石堂）門楣上，為一長方形石刻墓誌，以粟特文和漢文雙語書寫。漢文部份開篇以篆書題記「大周涼州薩保史君石堂」，並記載「君（諱）……，史國人也，本居西土，……，遷居長安，……，授涼州薩保，……大象元年……薨於家，年八十六，妻康氏……」可知這位史君以其國名「史」為姓，漢文名因墓誌殘缺不存，只知他的粟特名叫Wirkak（尉各伽），妻子康氏是康國人，粟特名Wiyusi（維耶尉思）。他的祖父阿史盤陁（Rštßntk）就曾擔任史國薩保，父親阿奴伽（Wn’wk）也在很年輕時就「立功立事」。尉各伽繼承祖輩志向，擔任薩保判事曹主（事），後來北周皇帝下詔授命他為涼州薩保。他於北周大象元年（公元579年）逝世，其長子毗沙（ßr’yšmnßntk）、次子維摩（δrymtßntk）、三子富□多（Pr’wtßntk）在580年將史君夫妻合葬。

## 墓葬簡介
史君墓坐北朝南，由墓道、天井、過洞、甬道及墓室組成。墓道和墓室之間有兩重封門，第一重為磚砌，第二重為石製。門楣和兩側立柱上有纏枝葡萄、忍冬、伎樂、天王等浮雕圖像。
墓室中部偏北安置一石堂，就是房屋形石槨，頂部為歇山頂建築式樣，長2.46米、寬1.55米、高1.58米。根據藝術史學家巫鴻的研究，房屋形石槨源自漢朝時期的四川，是一種具有種族傾向的墓葬形式。因這種墓葬形式並不見於華中和華南地區的土生漢人，但多見於鮮卑、粟特，以及其他由華西遷徙到北方定居的漢人或非漢人後裔。
史君的石堂周身佈滿浮雕，殘留貼金彩繪的痕跡，有類似天王的神像、宴飲、狩獵、出行等場景，還有祆教的半人半鳥祭司、聖火壇、欽瓦特橋、坐於蓮臺上的阿胡拉·馬茲達、盤旋於天空的密特拉神、迎接逝者靈魂的大氣神或風神韋施帕卡（Vayu-Weshparkar，又譯「維什帕卡」），波斯宗教的色彩相當濃郁。雖然石堂的基本外觀已漢化，但相較另外兩座同為北周的粟特人墓葬——康業墓和安伽墓，史君墓的漢化程度最低。專事研究粟特文化的法國學者魏義天認為，史君石堂上這些豐富的圖像並非單純的祆教象徵，而是混合了很多摩尼教元素。比如欽瓦特橋的審判場面同元朝摩尼教絹畫《冥王聖幀》所描繪的審判場景驚人地相似，所以史君墓的圖像呈現了一種宗教綜攝化傾向。
史君墓的壁畫主要分佈在過洞上方、墓道、天井靠近過洞的兩側、甬道和墓室牆壁，每幅畫都有分欄。但保存狀況很差，大多都已模糊不淸。此外，墓葬還出土金耳璫、金指環和一枚仿製拜占庭索里達的金幣。

## 相關書籍
- 楊軍凱. . 北京: 文物出版社. 2014年1月1日. ISBN 9787501038909 （中文（简体））.